# Ґлен Дровер
Ґлен Дровер (англ. Glen Drover, нар. 25 травня 1969, Оттава, Онтаріо, Канада) — канадський хеві-метал ґітарист з Оттави, Онтаріо. Найбільш відомий як колишній гітарист Megadeth і King Diamond разом зі своїм братом Шоном Дровером, який також виступав з Megadeth.

## Життєпис
Ґлен Дровер почав грати на гітарі в дитинстві, а в 10 років до нього приєднався його брат Шон, котрий розпочав грати на барабанах. Брати Дровери створили гурт Eidolon у 1993 році і випустили на сьогоднішній день сім альбомів.

### King Diamond (1998—2001)
У 1998 році Дровер приєднався до King Diamond, завершив два тури по Північній Америці та записався на альбомі House of God .

### Megadeth (2004—2008)
У жовтні 2004 року Дровер приєднався до хеві-метал-гурту Megadeth, привівши з собою свого брата Шона. Після великого світового туру Дровер взяв участь у випуску альбому Megadeth United Abominations у 2007 році, як соло-ґітарист і співавтор однієї пісні.
У січні 2008 року Дровер покинув Megadeth, щоб зосередитися на сімейному житті. Постійні гастролі починали негативно впливати на нього і його сім'ю. Його останній концерт з Megadeth відбувся 18 листопада 2007 року в Брисбені, Австралія. Коментуючи відхід із гурту, Дровер сказав: «Мені відомі чутки про те, що я залишив Megadeth, щоб зосередитися на сімейному житті, і моє сімейне життя завжди було моїм пріоритетом. Зрештою, я був незадоволений ситуацією, яка посилила моє бажання проводити більше часу зі своєю сім'єю і розуміти, що мені пора переходити до наступного розділу в моїй музичній кар'єрі, у мене залишилося багато чудових спогадів і я зустрів масу чудових людей на цьому шляху, як фанатів, так і людей в індустрії».

## Гурти
- Eidolon : 1993—2007
- King Diamond : 1998—2000
- Megadeth : 2004—2008
- Testament: жовтень 2008 р. та березень 2010 р. (гастролі)
- Джефф Тейт: січень–листопад 2012 р

## Дискографія

### Eidolon
- Sacred Shrine (1995)
- Zero Hour (1996)
- Seven Spirits (1997)
- NightMare World (2000)
- Hallowed Apparition (2001)
- Coma Nation (2002)
- Apostles of Defiance (2003)
- The Parallel Otherworld (2006)

### Northern Light Orchestra
- Northern Light Orchestra (2010)

### Megadeth
- Arsenal of Megadeth (2006)
- That One Night: Live in Buenos Aires (2007)
- United Abominations (2007)

### Ґлен Дровер
- Metalusion (2011)

### Walls of Blood
- Imperium (2019)